# 住心院
住心院（じゅうしんいん）は、京都市左京区岩倉村松町にある本山修験宗の寺院。山号は團學山。本尊は毘沙門天。

## 概要
江戸時代には草創について不詳となっていたようだが、覚愉を始祖とし、長乗が初代である。
覚愉は住心房と号し、建保5年(1217年)に東山鹿ヶ谷にあった如意寺にて伝法灌頂へ入壇。
長乗は難波出雲守藤原長貞の子で、一印坊と号して住心院に住した。在室は東山阿弥陀峰であったとされている。
住心院は鎌倉時代に由緒を持つ寺院である。また天台宗寺門派の有力な寺院であった。
応仁・文明の乱以降衰退していき、一度中絶となるが、六角堂塔頭寺院であった勝仙院がこれを引き継ぎ、住心院と名を改めて現在まで至る。
また、全国の本山派山伏(修験者)を統べる聖護院門跡の正院家先達という地位にあったことから本山修験内でも重要な役割を果たしていた。
室町時代には室町幕府や禁裏と、安土桃山時代・戦国時代には諸大名と、江戸時代には江戸幕府との結びつきを深めたことで、明治初年まで全国に広大な霞を所有していた。
特に中国の毛利氏・甲斐武田氏と交流し、聖護院道澄の名代として徳川家康の分国に下向するなどの交流があった。
江戸時代には大峰山中での修行にて代々徳川将軍家・徳川幕府の祈祷を勤めており、京都に帰山すると江戸まで報告に上がっていた。
勝仙院八代澄存は今川氏真の息であり、本山派正院家若王子乗々院を兼帯したことで本山修験内で超絶した勢力を保有した。
また、洛中にあったことから都市大火にて消失することが度々起こった。宝永の大火の際には焼失した後、東山天皇より再建の尽力を賜ったことから東山天皇勅願所となる。
昭和63年に洛中東洞院六角上ル三文字町より岩倉村松町に移転する。

## 祇園祭との関係
祇園祭において仏教・修験道と関係の深い山鉾は、山伏山と役行者山等がある。
役行者山の御神体が身につける五條袈裟は聖護院宮より賜ったものであり、明治維新前までは六角堂に在所していた住心院の門前にて山を止め勤行祈念を修していた。
また、大正期には下観音(南観音山)において住心院住職内田徳純師が導師となって大般若會が修された。
平成・令和期の祇園祭は2014年度より前祭・後祭の2つの期間に分かれており、住心院が中心となって聖護院門跡の山伏も活躍している。
前祭では、宵々山の7月15日に山伏山と霰天神山を行列して練り歩き、山伏山の御神体御宝前にて柱源護摩を修している。
後祭では、巡行前日の7月23日に六角堂より、浄妙山、南観音山、北観音山、八幡山、役行者山を行列して練り歩き、役行者山御宝前にて採灯護摩を修している。
これら護摩焚き以外にも各山鉾一部にて御祈念・御回向等を行っている。

## 寺宝
- 毘沙門天王 - 12世紀後半、平安後期〜鎌倉初期の作。寺伝では運慶、慶派の作と伝わる。
- 不動明王 - 江戸時代の作。黄不動立像。三井寺の秘仏黄不動立像を模刻したものと考えられる。
- 役行者神変大菩薩 - 江戸時代の作品。前鬼と後鬼を従える。
- 大日如来 - 平安後期の作。

## 境内
- 妙見堂 - 北斗妙見大菩薩、摩利支天、弁財天、荼枳尼天を合祀。寺伝では御所より賜ったとある。江戸時代の「洛陽二十八箇所開運妙見宮」1番札所。

- 地蔵堂 - 延命地蔵大菩薩を祀る。